# Marta (película)
Marta (título en italiano: ...dopo di che, uccide il maschio e lo divora) es una coproducción hispano-italiana estrenada en 1971, dirigida por José Antonio Nieves Conde y con guion compartido por Ricardo López Aranda, Tito Carpi y el propio José Antonio Nieves Conde.
Está basada en la obra de teatro Estado civil: Marta de Juan José Alonso Millán, estrenada en 1969.
Fue seleccionada por la Academia de Cine para representar a España en la 44.ª edición de los Premios Óscar bajo la categoría de mejor película de habla no inglesa, pero finalmente no fue nominada.
Obtuvo el cuarto premio en los galardones otorgados por el Sindicato Nacional del Espectáculo, relativos a la producción cinematográfica de 1971.

## Sinopsis
Miguel es un terrateniente que, pese a su riqueza, tiene graves problemas con las mujeres debido al carácter excesivamente opresor y posesivo de su madre. Se enamora de Marta, que afirma huir de la policía porque ha asesinado al "amante de la noche", pero en realidad es la hermana de Pilar, la esposa desaparecida de Miguel que esta decidida a averiguar la verdad sobre su desaparición.

## Reparto
- Marisa Mell como Marta / Pilar
- Stephen Boyd como	Don Miguel
- Jesús Puente como Comisario Carlos
- Nélida Quiroga como Doña Clara
- George Rigaud	como Arturo
- Isa Miranda como	Elena
- Howard Ross como Luis